# Potternewton
Potternewton är en stadsdel i Leeds, i distriktet Leeds, i grevskapet West Yorkshire, i England. Potter Newton var en civil parish från 1866 till 1904 då den blev en del av Leeds. Denna civil parish hade 26 004 invånare år 1901.